# Partido judicial de Carballino
El Partido judicial de Carballino es uno de los 45 partidos judiciales en los que se divide la Comunidad Autónoma de Galicia, siendo el partido judicial n.º 7 de la provincia de Orense.
Comprende a las localidades de Beariz, Boborás, Carballino, Irijo, Maside, Piñor, Pungín, San Amaro y San Cristóbal de Cea.
La cabeza de partido y por tanto sede de las instituciones judiciales es Carballino. La dirección del partido se sitúa en la Plaza del Parque de la localidad. Carballino cuenta con dos Juzgados de Primera Instancia e Instrucción.